# リチャード・ノイトラ
リチャード・ジョセフ・ノイトラ（Richard Joseph Neutra、1892年4月8日 - 1970年4月16日）は20世紀中頃に活躍したオーストリアのユダヤ系ドイツ人のアメリカの建築家。ドイツ語読みではリヒャルト・ヨーゼフ・ノイトラ。

## 生涯
ウィーンに生まれる。ユダヤ人の家系で、生家はフロイト家とも交流があったという。
父は不可知論者、兄は精神科医、弟はバイオリニストであり、家族から受けた影響は小さくない。ウィーン産業技術大学ワーグナー校に入学。アドルフ・ロース、オットー・ワーグナーの元で建築を学び、一時はドイツのエーリッヒ・メンデルゾーンのスタジオに在籍した。その後スイスに渡り、当地でグスタフ・アマンに造園を師事し、このためしばしば邸宅設計に加え、みずから庭園のデザインも行っていた。1921年にはドイツ・ルッケンヴァルトで緑地計画を含んだ都市計画にも取り組んでいる。
1923年、アメリカに移住し、1929年帰化。ノイトラは、タリアセンのフランク・ロイド・ライトの元で働いた後、大学時代からの親しい友人であるルドルフ・シンドラーの誘いを受け、カリフォルニア州のシンドラー邸で生活、仕事を共にする。その後、ロサンゼルスにて、妻、ディオーネと共同で事務所を開く。
ノイトラは、ライトの影響から脱却し、白い無装飾な直角の箱とでも表現すべき、ヨーロッパのモダニズムを受け継いだ作風へと向かう。1932年のニューヨーク近代美術館における「国際現代建築展」にも選ばれ、参加している。また、A&A（Arts & Architecture）誌の企画によるケース・スタディ・ハウスにも参加し、No.6（施工されず）、No.20を手掛けている。
詳細なアンケートを作成するなど、施主の生活に本当に必要なものを見極め、それを尊重するノイトラの姿勢は、しばしば自身の芸術観を施主に押しつけがちな他の建築家と対照的である。ノイトラの住宅建築は、芸術と景観、そして実用的な快適性を見事に融合させている。ノイトラは、自然とも対立するのではなく、薄い皮膜で包むという姿勢を取り、「バイオ・リアリズム」と名付け提唱した。「建築家は人間を自然との調和の中に戻す治療者」という考え方は、健康住宅と呼ばれるロヴェル邸をはじめとする作品の中に実現されている。
また、彼は、独特の冗談のセンスの持ち主であり、自伝「生活と形（Life and Shape）」の中で、とある映画監督の逸話を紹介している。その映画監督は、ノイトラが設計した自邸の周りに電気を流した堀を巡らせ、ペルシャ人の執事が浮いてくる魚の死体を、これもまたノイトラがデザインした専用の焼却炉に放り込んでいた、というのである。たしかに、ハリウッドの映画監督、ジョセフ・フォン・スタンバーグの依頼した住宅は、堀を巡らせたものであったのだが、もちろん電気を流したりはしていなかった。
1990年代に起った、20世紀半ばの近代建築に対する再評価の動きは、ジョン・ロートナーやシンドラーと並んで、ノイトラの作品に新たな価値を見出すものとなった。トム・フォードや、ケリー・リンチとともに、ポップカルチャーの一角を占めるものとして、その評価は暴騰し、ケース・スタディ・ハウスNo.20は400万ドル、シングルトン邸は600万ドルもの値を付けた。
ノイトラは、1970年旅行中、ドイツのヴッパータルにて息を引き取る。晩年は息子のディオンとの共作という形を取り、リチャードの死後も、「リチャード・アンド・ディオン・ノイトラ建築設計事務所（Richard and Dion Neutra Architecture）」をロサンゼルスにて継続させている。
1930年頃に来日しており、石本喜久治、土浦亀城、山田守らと撮影した写真が現存する。来日の目的は不明であるが、帝国ホテルの設計を行ったライトを接点とする交流であったと推測される。1959年ヴィルヘルム・エクスナー・メダル受賞。

## 代表作

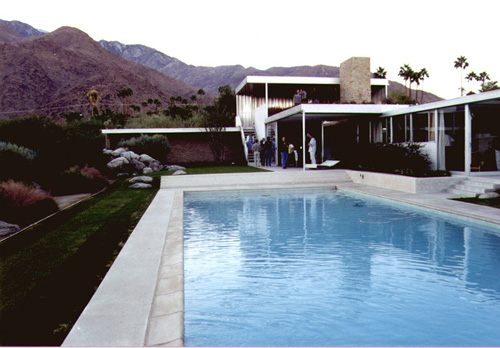
カウフマン邸 1946年

- 1927年　健康住宅（ロヴェル邸）　カリフォルニア州ロサンゼルス
- 1935年　フォン・スタンバーク邸　サンフェルナンドバレー
- 1937年　ミラー邸　カリフォルニア州パームスプリング
- 1938年　エマーソン中学校　カリフォルニア州ウェストロサンゼルス
- 1939年　ワードバーガー邸　カリフォルニア州ハリウッド
- 1940年　シドニー・カーン邸
- 1946年　カウフマン邸　カリフォルニア州パームスプリング
- 1948年　トレメイン邸
- 1952年　ムーア邸　カリフォルニア州オジャイ　（AIA賞受賞作）
- 1960年　ボンド邸　カリフォルニア州サンディエゴ
- 1960年　海軍航空基地　カリフォルニア州レムーア
- 1963年　在パキスタンアメリカ大使館　カラチ
- 1964年　クーンズ邸　カリフォルニア州ロサンゼルス
- 1968-69年　デルコート邸　フランス　ノール県